# Vastum
A Vastum amerikai death metal együttes. 2009-ben alakultak San Franciscóban. Szövegeik témái a szexualizmus és az erotika. Harmadik albumuk
a 19. helyet szerezte meg a Pitchfork Media "2015 legjobb metal albumai" listáján. Az együttes két énekessel rendelkezik, Leila Abdul-Rauffal és Daniel Butlerrel.

## Tagok
- Luca Indrio - basszusgitár (2009-)
- Leila Abdul-Rauf - gitár, ének (2009-)
- Daniel Butler - ének (2009-)
- Adam Perry - dob (2011-2013, 2015-)
- Shelby Lermo - gitár (2013-)

Korábbi tagok
- R.D. Davies - dob (2009-2011)
- Kyle House - gitár (2009-2013)
- Chad Gailey - dob (2013-2015)

## Diszkográfia
- Carnal Law (2011)
- Patricidal Lust (2013)
- Hole Below (2015)
- Orificial Purge (2019)